# Алексеев, Пётр Фёдорович (военный)
Пётр Фёдорович Алексеев (1878—1915) — русский военный  деятель, полковник  (1915). Герой Первой мировой войны, погиб в бою.

## Биография
В 1896 году  после окончания Второго кадетского корпуса вступил в службу. В 1897 году после окончания Павловского военного училища по I разряду, произведён подпоручики и выпущен в Иркутский 93-й пехотный полк. 
В 1898 году переведён в гвардию во 2-й стрелковый Царскосельский лейб-гвардии полк с чином подпоручика гвардии. В 1902 году произведён в поручики, в 1906 году в штабс-капитаны, в 1910 году в капитаны. В 1913 году окончил Офицерскую стрелковую школу.
С 1914 года участник Первой мировой войны. В 1915 году произведён в полковники, штаб-офицер Царскосельского 2-го лейб-гвардии полка. 8 июля 1915 года убит в бою у деревни Сенница-Королевская. 17 июля 1915 года похоронен на Царскосельском братском кладбище в Царском Селе.
8 ноября 1916 года за храбрость награждён Георгиевским оружием: 
За то, что, будучи в чине капитана лейб-гвардии 2-го Царскосельского стрелкового полка, в бою 26-го августа 1914 года у ф. Калишаны-Камень, д. Войцехов (на Любл. фр.) по совершенно открытой местности под действительным артиллерийским, ружейным и пулемётным огнём противника, довёл ввереную ему роту до укреплённой позиции противника и, первым бросившись в штыки, завладел целым рядом окопов и оказал содействие успеху атаки полка

## Награды
- Орден Святого Станислава 3-й степени с мечами и бантом  (1906; Мечи к ордену — ВП 2.10.1915)
- Орден Святой Анны 3-й степени  с мечами и бантом (1911; Мечи к ордену — ВП 9.02.1915)
- Орден Святого Станислава 2-й степени   (1914; Мечи к ордену — ВП 3.03.1915)
- Орден Святого Владимира 4-й степени с мечами и бантом (ВП 26.11.1914)
- Орден Святой Анны 2-й степени с мечами (ВП 3.03.1915)
- Георгиевское оружие (ВП 8.11.1916)